# Szabó Rudolfné
Szabó Rudolfné (születési neve: Lévai Erzsébet; Szolnok, 1940. április 5. –) magyar közgazdász, politikus, országgyűlési képviselő (1994–1998).

## Életpályája

### Iskolái
Általános és középiskolai tanulmányait szülővárosában végezte el; 1958-ban érettségizett a Verseghy Ferenc Gimnáziumban. 1961-ben különbözeti érettségit tett a Vásárhelyi Pál Közgazdasági Technikumban. 1963–1968 között a Marx Károly Közgazdaságtudományi Egyetem Ipar Kar ipar szakán tanult; közgazdászoklevelet
szerzett. 1976–1977 között munkaügyi szakközgazdász vizsgát tett. 1978-ban egyetemi doktori fokozatot szerzett.

### Pályafutása
1958–1961 között a Szolnok Megyei Malomipari és Terményforgalmi Vállalat törökszentmiklósi központjának adminisztrátora, 1962–1969 között számlázási csoportvezetője volt. 1970–1977 között a Központi Statisztikai Hivatal (KSH) Szolnok Megyei Igazgatóságán elemző-közgazdász volt. 1971-től a Magyar Közgazdasági Társaság Szolnok megyei szervezetéenk tagja, 1976-tól elnökségi tagja. 1977–1982 között tájékoztatási osztályvezető-helyettes volt. 1980-tól a Galéria Baráti Kör tagja. 1982–1984 között a Szolnoki Városi Munkaerő-szolgálati Iroda vezetője volt. 1984–1990 között a Szolnok Megyei Munkaerő-szolgálati Iroda vezetője volt. 1989–1992 között a Gyermek- és Ifjúsági Alapítvány kuratóriumának tagja; 1995-től a "Kék Sziget" Életet a Világ Anyáinak Alapítvány kuratóriumának a tagja. 1991-ben a Jász-Nagykun-Szolnok Megyei Munkaügyi Központ megbízott igazgatója volt. 1991-től a Humán Szolgáltató Központ igazgatója. 

### Politikai pályafutása
1980–1989 között az MSZMP tagja volt. 1990–1994 között szolnoki önkormányzati képviselő (SZDSZ) volt. 1991–1994 között a szociális, egészségügyi és sportbizottság elnöke volt. 1994-től az SZDSZ tagja. 1994–1998 között országgyűlési képviselő (Jász-Nagykun-Szolnok megye) volt. 1994–1998 között a Foglalkoztatási és munkaügyi bizottság tagja volt. 1998-ban országgyűlési képviselőjelölt volt.

## Családja
Szülei Lévai István (1906–1976) és Erdős Mária (1913–2000) voltak. 1960–1967 között Kapitány József elektroműszerész volt a férje. 1969-ben házasságot kötött Szabó Rudolffal. Egy lányuk született: Renáta (1974–).

## Díjai
- Kiváló Munkáért kitüntetés (1987)
- Széchenyi-emlékérem (1992)